# Ædle korn
Ædle korn (russisk: Драгоценные зёрна) er en sovjetisk film fra 1948 af Iosif Chejfits og Aleksandr Sarkhi.

## Medvirkende
- Galina Kozhakina som Antonina Uvarova
- Boris Zjukovskij som Konstantin Koroljov
- Oleg Zjakov som Mikhail Ivasjin
- Pavel Kadotjnikov som Ivan Arkhipov
- Nikolaj Dorokhin som Berezjnoj